# Helle
Helle é um município da Dinamarca, localizado na região sudoeste, no condado de Ribe.
O município tem uma área de 281 km² e uma população de 8 360 habitantes, segundo o censo de 2004.